# Hermann (Schaumburg)
Hermann, Graf von Holstein-Schaumburg (* 1. November 1545; † 5. März 1592) war von 1567 bis 1582 Bischof von Minden.

## Familie und Jugend
Hermann war der älteste Sohn von Otto IV., Graf von Holstein-Schauenburg-Pinneburg und dessen erster Frau Maria, (* 1527; † 1554), Tochter Barnims IX., des Herzogs von Pommern-Stettin. Anton von Schaumburg, Erzbischof von Köln, war sein Onkel väterlicherseits.
Obwohl sein Vater im Jahr 1559 in seinem Herrschaftsgebiet die Reformation eingeführt hatte, bestimmte er Hermann und dessen jüngeren Bruder Anton für eine Laufbahn im Klerus und ließ sie in Ingolstadt bei den Jesuiten erziehen, während Hermanns zwei Jahre jüngerer Bruder Adolf XI. zum Nachfolger seines Vaters ausgebildet wurde und nach dessen Tod die Herrschaft in der Grafschaft übernahm. Ihm folgte nach dem Tod Adolfs XI. Hermanns deutlich jüngerer Halbbruder Ernst als Regent. Anton war von 1587 bis 1599 Bischof von Minden.
1559 erhielt Hermann seine erste Pfründe als Domherr in Köln und 1562 eine zweite in Lüttich.

## Bischof von Minden
Hermann wurde nach dem Tod Bischof Georgs am 9. Januar 1567 zum Bischof bestellt und am 29. Mai 1573 durch Papst Gregor XIII. als Bischof bestätigt. Aus seiner Amtszeit ist sein Hang zum Alkohol überliefert. Er soll streng regiert haben und sich in der Bevölkerung dadurch verhasst gemacht haben. In den ersten Jahren seiner Amtszeit nahm sein Vater durch ihn Einfluss auf das Hochstift. Die Priesterweihe erhielt er nie. Nach dem Tod seines Vaters 1576 versuchte er vergeblich, sein Primogeniturrecht durchzusetzen; doch seine Stiefmutter Elisabeth Ursula von Braunschweig-Lüneburg setzte gemeinsam mit den Landständen durch, dass die verschuldete Grafschaft für zehn Jahre von den Landständen regiert wurde.
Besonders unter seinen Vorgängern aus dem Hause Braunschweig-Lüneburg hatte sich die lutherische Lehre im Bistum festgesetzt. Hermann, dessen späte Bestätigung durch den Papst darauf zurückging, dass er das tridentinische Glaubensbekenntnis lange verweigerte, regierte in Minden wie ein weltlicher Fürst. Das Mindener Domkapitel bat daher im Jahr 1581 ohne Kenntnis Hermanns den der Reformation nahestehenden früheren Bischof-Elekten von Minden Julius von Braunschweig-Wolfenbüttel, dass sein Sohn Heinrich Julius, bereits Administrator in Halberstadt, Bischof in Minden werden möge. Der Nachfolger Hermanns sollte wegen des großen Einflusses der Welfen in der Region ein Mitglied des Hauses Braunschweig-Lüneburg sein. Heinrich Julius stammte aus der protestantisch gesinnten Welfendynastie, die das Bischofsamt in Minden bereits mehrfach innehatte und dabei reformatorischen Bestrebungen häufig nicht entschieden begegnet war. Dennoch hoffte das Domkapitel durch den Wechsel an der Spitze des Bistums und weitreichende Vereinbarungen mit Heinrich Julius als Bedingung für seine Wahl die katholische Lehre in Minden zu festigen.
Die Bestrebungen der Domherren, ihn abzulösen, konnte Hermann nicht ignorieren. Daher trat er nicht ganz freiwillig als Bischof des Bistums Minden und Regent des Hochstifts Minden am 29. Januar 1582 zurück und machte damit den Weg für seinen Nachfolger Heinrich Julius frei. Angeblich ließ Hermann sich für seinen Verzicht auf die Diözese durch Julius von Braunschweig-Wolfenbüttel entlohnen. Trotz allem attestierte das Domkapitel Hermann eine katholische Gesinnung. Nach dem Regierungsantritt des neuen Bischofs erfüllte die Hoffnung auf eine Festigung der katholischen Lehre sich nicht; denn Heinrich Julius ignorierte die im Vorfeld seiner Wahl gemachten Zusagen.
Hermann heiratete nach seiner Resignation seine Geliebte, die Tochter eines Bauern. Mit ihr hatte er drei Kinder, Johann, Jobst und Margarethe.